# Thomas Frühmann
Thomas Frühmann (né le 28 janvier 1951 à Vienne) est un cavalier de saut d’obstacles autrichien.

## Biographie
Il est le fils d'un psychiatre viennois. Influencé par sa mère, il se concentre sur le sport et passe l'année de ses 17 ans chez Ottokar Pohlmann, cavalier de concours complet qui participa aux Jeux olympiques d'été de 1960. Son premier grand succès est le titre de champion d'Autriche en 1977. Il remportera huit fois ce titre, le dernier en 1999.
Après avoir été moniteur en Autriche, il arrive en 1978 dans l'écurie de George Ahlmann (le père de Christian Ahlmann). En 1980, il participe à la compétition de saut d'obstacles à Rotterdam organisée en raison du boycott des pays occidentaux des Jeux olympiques de Moscou. Avec l'équipe autrichienne, il remporte la médaille de bronze par équipe grâce à la victoire de Hugo Simon.
Grâce à Ahlmann, Frühmann succède à Heinrich-Wilhelm Johannsmann (de) au haras de Römersee (de) à Heiden, propriété de Gerhard Brenninkmeyer, ancien propriétaire de C&A. Après la mort de Brenninkmeyer en 1984, il arrive dans l'écurie d'Alwin Schockemöhle.
En 1990, avec Grandeur, après avoir participé à la Coupe du monde de saut d'obstacles à Dortmund, il remporte le Concours Hippique International Officiel d'Aix-la-Chapelle. De même, il remporte par trois fois le Deutsches Spring-Derby en 1988, 1990 et 1991.
En 1992, il remporte la finale de la Coupe du monde de saut d'obstacles à Del Mar (Californie) avec Genius. Aux Jeux olympiques d'été de 1992 à Barcelone, il remporte la médaille d'argent de saut d'obstacles par équipe avec le même cheval.
Il revient en Autriche en 1995. Après le divorce avec sa seconde épouse, il se contente de participer à des compétitions nationales.
En 2000, il est soupçonné de dopage pour la première fois. Lors d'un contrôle national, on trouve des traces d'hydrochlorothiazide, un diurétique interdit. Frühmann explique qu'il souffre d'hypertension artérielle et que ce médicament lui est prescrit depuis le milieu des années 1990 ; mais ni lui ni son médecin n'ont signalé la prise de ce médicament. Il est finalement acquitté par la fédération autrichienne.
Frühmann fait son retour en international en 2004. En 2005, lors d'un contrôle de routine de la Fédération équestre internationale, on retrouve de nouveau ce diurétique. De nouveau, ni lui ni son médecin expliquent ne pas avoir signalé la prise de ce médicament. Après un long verdict, Frühmann est condamné et est simplement disqualifié des compétitions auxquelles il a participé, contraint de rendre l'argent qu'il a gagné.
Une de ses anciennes épouses acquiert The Sixth Sense, un Westphalien élu en 2006 meilleur cheval de saut d'obstacles du monde par la World Breeding Association. Il remporte de nouveau des Grands Prix et des étapes de la Coupe du monde. Après que son cheval se blesse en 2010, il ne participe plus à de telles compétitions. Il revient un an plus tard,.

## Source, notes et références
1. ↑  Verweis für Thomas Frühmann, 11. Juli 2008
2. ↑  Thomas Frühmann ist nun 60, Dieter Ludwig, 20. Januar 2011
3. ↑  "THE SIXth SENSE": Erfolgreichstes Springpferd der Welt
4. ↑  FEI-Erfolgsdatenbank
5. ↑  Comeback eines Ausnahmepferdes, reitsportnews.at, 6. Mai 2011
6. ↑  Ergebnisse CSIO Linz 2011

- (de) Cet article est partiellement ou en totalité issu de l’article de Wikipédia en allemand intitulé « Thomas Frühmann » (voir la liste des auteurs).